# Hans Henning Ørberg
Hans Henning Ørberg (Andst, 21 aprile 1920 – Grenaa, 17 febbraio 2010) è stato un grammatico, latinista e insegnante danese.

## Biografia
Laureato in inglese, francese e latino presso l'Università di Copenaghen, ha dedicato una gran parte della propria vita (dal 1946 al 1952 e dal 1961 al 1989) all'insegnamento di queste lingue in varie scuole della Danimarca.
Dal 1953 al 1961 lavorò al Naturmetodens Sproginstitut, dov'era in uso una metodologia didattica che tentava di riprodurre l'apprendimento naturale, al contrario dei metodi tradizionali basati sullo studio teorico. Durante questo periodo compose un corso di latino intitolato Lingua Latina secundum naturae rationem explicata, pubblicato nel 1955. Nel 1990 revisionò questo lavoro ribattezzando l'opera Lingua Latina per se illustrata.
Ritiratosi dall'insegnamento per raggiunti limiti d'età, diresse fino alla morte la casa editrice Domus Latina, non mancando di tenere lezioni in Europa e negli Stati Uniti sui meriti delle sue teorie didattiche.
Morì il 17 febbraio 2010, poco prima di compiere novant'anni.

## L'approccio naturale applicato al latino
Il metodo di apprendimento "naturale" proposto da Ørberg in Lingua Latina per se illustrata (1990) è detto impropriamente "metodo Ørberg"; più semplicemente, usa un approccio glottodidattico già stabilito e naturale o "biologico" o "umanistico-affettivo" (più precisamente, nella didattica acquisizionale). Esso consiste principalmente nel riprodurre le condizioni normali e prevedibili in cui una persona del tutto ignara di latino si troverebbe se circondata solo da antichi romani. Proprio come un turista che tenta di decifrare un cartello scritto in un'altra lingua guardando un po' i disegni e un po' le parole che riesce ad avvicinare a quelle della sua parlata, così lo studente è invitato a ricostruire il significato dei singoli lemmi desumendolo dalle immagini a essi riferiti e quindi dal contesto in cui si trovano.
Sostanzialmente, Ørberg è dell'avviso che la lingua sia fatta in primis di parole, e quindi di concetti, e poi di precetti grammaticali con cui questi ultimi devono esser collegati tra loro. Mentre se mancano i secondi è possibile desumerli dai primi con un po' di attenzione e di logica, se mancano i primi a poco vale la conoscenza esatta della grammatica. Da qui fra l'altro la tradizionale avversione dei fautori del metodo all'uso, o almeno a un uso precoce, dei dizionari, che mira a costringere l'allievo a far veramente proprio il latino senza considerare i testi un insieme di parole da "tradurre". Ciò comunque non significa affatto che Ørberg non intenda insegnare seriamente la grammatica latina: solo, egli evita di presentarla come un insieme di regole separate, mirando invece a unificare la semantica e la morfologia, come avviene per i parlanti di madrelingua.
La prima lezione del corso Lingua Latina per se illustrata, a titolo di esempio, comincia così:
- Rōma in Italiā est.

Nella pagina precedente è presente una cartina dell'Europa e la scritta "Italia" sulla penisola con la posizione di Roma. Segue la frase:
- Italia in Eurōpā est.

Secondo Ørberg qualsiasi studente di qualsiasi nazionalità è in grado di comprendere da solo il significato di est quando legge, poco dopo:
- Italia et Graecia in Eurōpā sunt.

A questo punto sarà chiaro a chiunque che est e sunt sono forme di un verbo, terza persona singolare e plurale, e questo verbo non può indicare altro che l'esistenza. Inoltre la perenne presenza dell'indicazione della quantità vocalica, fatta notare puntualmente all'allievo grazie a numerose note a margine, gli permetterà di cogliere la differenza tra Italiā, ablativo e Italia, nominativo.
A fine capitolo, all'interno di un breve quadro riassuntivo, lo studente troverà una teorizzazione grammaticale di quanto appreso (tutto rigorosamente in latino), incluso un elenco dei nuovi vocaboli incontrati. Seguono tre esercizi abbastanza puntigliosi che mirano a verificare l'intera comprensione della lezione.
Da quanto esposto è possibile desumere la complessità del metodo Ørberg, che non può essere considerato semplicisticamente come un sistema per non insegnare direttamente la grammatica, quanto piuttosto per imparare la grammatica contestualmente a tutti gli altri elementi costituenti la lingua latina.

### Lingua Latina per se illustrata
L'opera è articolata in due parti, un corso elementare e uno avanzato, rispettivamente denominate Familia Romana e Roma aeterna, con l'eventuale supporto del manuale di grammatica e sintassi Latine disco (lett. "imparo in latino") che contiene anche una grande quantità di esercizi aggiuntivi. Da tener presente che quest'ultimo testo non è opera dell'Ørberg, ma, pur includendo alcune lezioni aggiuntive di sua mano (talune scenette comiche denominate Colloquia personarum), è stato compilato dai proff. Luigi Miraglia e Tommaso Francesco Bórri appositamente per favorire la diffusione del metodo in Italia.

#### Familia romana
Il corso base esaurisce la gran parte delle regole grammaticali del latino classico, e si conclude anzi riportando testualmente diversi carmi di Catullo, testi di Orazio e della versione itala dei vangeli, nonché l'Ars grammatica minor di Elio Donato. L'allievo è invogliato nello studio grazie alla struttura compositiva di questo primo tomo, che racconta le vicende quotidiane di una familia romana del II secolo d.C. con grande dovizia di particolari, inclusi elementi tratti dal diritto allora vigente e le polemiche riguardo alla legittimità del culto cristiano. Non mancano ampie digressioni, giustificate dai racconti dei personaggi, che mirano a fornire vocaboli specifici come, ad esempio, i tecnicismi militari utili per la comprensione delle opere di Cesare.

#### Roma aeterna
Il corso avanzato è invece una vasta antologia di testi latini che mira anche a far conoscere la letteratura latina evitando il filtro delle traduzioni presenti nei florilegi tradizionali. Nella prima parte del libro Roma aeterna tuttavia i testi non sono presentati nella loro forma esatta, bensì con piccoli adattamenti giustificati dalla strutturale gradualità del metodo. Le abbondanti parti tratte dall'Eneide sono presentate, ad esempio, versibus solutis e con alcune modifiche. Mano a mano che si procede le modifiche scompaiono completamente lasciando allo studente il testo originale nella sua interezza.

### Altre opere
Esistono in commercio numerose altre opere dello stesso Ørberg che mirano ad integrare i materiali del secondo corso, tra cui una versione ridotta del De bello gallico annotata e trattata secondo la sua metodologia. Non sono mancati inoltre imitatori e discepoli che hanno contribuito alla costituzione di una ricca biblioteca di testi editorialmente strutturati per essere utilizzati in parallelo o in aggiunta al corso originale.
L'approccio naturale è stato impiegato anche per la composizione di un corso di greco antico, Athenaze (Ἀθήνᾱζε), scritto da Maurice Balme e Gilbert Lawall; di tale corso esiste anche un'edizione italiana rielaborata e arricchita con contributi di Luigi Miraglia e Tommaso Francesco Bórri.